# Breuil-la-Réorte
 Breuil-la-Réorte  es una población y comuna francesa, situada en la región de Poitou-Charentes, departamento de Charente Marítimo, en el distrito de Rochefort y cantón de Surgères.

## Demografía
| 395 | 365 | 328 | 353 | 329 | 312 |
| Para los censos de 1962 a 1999 la población legal corresponde a la población sin duplicidades (Fuente: INSEE [Consultar]) |     |     |     |     |     |